# Adele Landauer
Adele Landauer (* 1960 in Neubrandenburg, früher Andrea Wurbs oder Adele Wurbs) ist eine deutsche Schauspielerin, Schauspieltrainerin und Coach.

## Leben
Ihren Abschluss machte sie 1983 an der Hochschule für Schauspielkunst „Ernst Busch“ Berlin und stand von da an regelmäßig auf der Bühne und vor der Kamera. Sie spielte Rollen in verschiedenen Theatern, z. B. in Stücken wie Maria Stuart, Iphigenie oder Lady Macbeth.
Zu ihren bekanntesten Rollen in Film und Fernsehen zählen die der Charlotte von Frankenberg in der Familienserie Frankenberg und die Freundin Tina Freitag der von Karin Kienzer gespielten Michaela Martin in der ZDF-Familienserie Unser Charly. Des Weiteren trat sie als Tierärztin Nora in der beliebten Fernsehserie Fest im Sattel und im Kinofilm Wer hat Angst vor Rot, Gelb, Blau? in Erscheinung.
Es folgten Auftritte mit Episodenrollen in Produktionen wie Feuerbach, Heimatgeschichten, Streit um Drei, Im Namen des Gesetzes, Der Landarzt, Die Kommissarin, Alpha-Team, Polizeiruf 110 oder Ein Fall für Zwei oder verschiedene Filme, zu denen Alles wegen Robert De Niro zählt.
Daraufhin war sie längere Zeit nicht mehr im Fernsehen zu sehen und entwickelte nach einigen weiteren internationalen Ausbildungen ManageActing, eine Art Schauspieltraining, das auf den modernen Managementsbedarf zugeschnitten ist. Sie ist außerdem seit einigen Jahren als Referentin, Trainerin und Autorin in Wirtschaft und Politik tätig.
Vom 7. Mai bis zum 28. September 2012 verkörperte sie in der ZDF Telenovela Wege zum Glück – Spuren im Sand die Reederin Senta Ahlsen, die Mutter einer der Hauptfiguren der Geschichte um vier Freunde.  
Im August 2020 wurde über ein Foto, das Landauer an einem FKK-Strand am Berliner Teufelssee aufgenommen hatte, weltweit berichtet. Darauf ist ein nackter Mann zu sehen, der einer Wildsau und ihren Frischlingen hinterherrennt. Landauer zufolge verfolgte der Mann die Tiere, da die Sau seine Tasche mitsamt seinem Laptop im Maul trug. Im Juli 2021 wurde ein Produkt der Modellbaufirma Busch bekannt, das dem Foto nachempfunden war. Landauer kündigte urheberrechtliche Schritte gegen die Firma an.

## Persönliches
Adele Landauer war mit dem Schauspieler Gottfried Vollmer verheiratet. Sie lebt in Berlin-Schlachtensee und hat eine Tochter, Marlene Landauer (* 1985), die ebenfalls als Schauspielerin tätig ist und auch als Model arbeitet.

## Filmografie
- 1984: Familie Neumann (TV-Reihe, Regie: Wolfgang Luderer)
- 1985: Polizeiruf 110  (Fernsehreihe, Folge: Außenseiter, Regie: Peter Vogel)
- 1986: Alfons Zitterbacke (TV-Reihe, Regie: Andreas Schreiber)
- 1987: Glück hat seine Zeit (Regie: Ursula Bonhoff)
- 1987–1990: Fest im Sattel (Fernsehserie, Regie: Christine Kabisch)
- 1990: Wer hat Angst vor Rot Gelb Blau? (Regie: Heiko Schier)
- 1992: Wie würden Sie entscheiden? (TV-Show, Regie: Renate Vacano)
- 1993: Sylter Geschichten (TV-Serie, Regie: Wolfgang Hübner)
- 1994: Feuerbach (Fernsehserie, Regie: Jürgen Kaizik)
- 1995: Die Kommissarin  (Fernsehserie, Folge 18 Ein alter Bekannter, Regie: Jörg Grünler)
- 1994–1995: Frankenberg (Fernsehserie, Regie: Franz Peter Wirth)
- 1995–2000: Unser Charly (Fernsehserie, Regie: Helmut Förnbacher u. v. a.)
- 1996: Ein Fall für Zwei (Fernsehserie, Folge: Richtermord, Regie: Peter Reichelt)
- 1996: Alles wegen Robert de Niro (Regie: Helmut Förnbacher)
- 1998: Heimatgeschichten (Fernsehserie, Episode: Dumm gelaufen, Regie: Helmut Förnbacher)
- 1999: HeliCops – Einsatz über Berlin (TV-Serie)
- 2000: Im Namen des Gesetzes  (Fernsehserie, Folge: Game over, Regie: Peter Ariel)
- 2001: Streit um drei (TV-Show, Regie: Wolfram Hundhammer)
- 2012: Wege zum Glück – Spuren im Sand (Telenovela)